# هذیان (فیلم ۱۹۸۰)
هذیان (انگلیسی: Delusion) فیلمی در ژانر مهیج است که در سال ۱۹۸۰ منتشر شد. از بازیگران آن می‌توان به جوزف کاتن اشاره کرد.